# Vriendschapsmedaille
De Vriendschapsmedaille (Frans: Médaille de la Fidélité française) was een onderscheiding voor Fransen in de Elzas en in Lotharingen. Deze twee gebieden waren al eeuwen Duits geweest voordat ze in de 18e eeuw Frans gebied werden. In 1871, na Vrede van Frankfurt, annexeerde Duitsland de drie departementen van Elzas-Lotharingen, wat in Frankrijk tot het revanchisme leidde. Men moest en zou l'Alsace et la Lorraine terugwinnen. Veel Franstalige inwoners van het gebied, waar vooral Duits werd gesproken, verzetten zich tegen het Duitse bestuur en het gebruik van het Duits. 
Na de Eerste Wereldoorlog annexeerde Frankrijk opnieuw het gebied. 
Het parlementslid Georges Bonnefous bracht op 3 juli 1922 een initiatiefwet in stemming waarin een medaille, genaamd Médaille de la Fidélité française werd ingesteld voor de aan Frankrijk trouw gebleven en daarom vervolgde inwoners van Elzas en Lotharingen. De wet stipuleerde dat mannen en vrouwen, zonder leeftijdsonderscheid, in aanmerking kwamen wanneer zij, al dan niet veroordeeld, wegens hun trouw aan Frankrijk door de Duitse autoriteiten waren ingesloten of uitgewezen. Een prijsvraag waaraan artiesten uit de Elzas en Lotharingen mochten deelnemen zou de vormgeving van de medaille en het bijbehorende diploma moeten opleveren. De winnaar was A. Schultz.
Frankrijk kende meerdere medailles om de slachtoffers van de Duitse bezetting te eren. Behalve deze medaille waren er ook:
- De Medaille voor Burgergevangenen, Gedeporteerden en Gijzelaars tijdens de Grote Oorlog (Frans: Médaille des Prisonniers civils, Déportés et Otages de la grande guerre)
- De Medaille voor de Slachtoffers van de Invasie (Frans: Médaille des victimes de l'invasion)

De Franse regering heeft 1397 medailles uitgereikt. Daarvan kregen 711 medailles alleen een gesp. 195 medailles kregen één ster op het lint, 227 medailles mochten twee sterren dragen, 196 medailles drie sterren, 67 vier sterren en er is sprake van een medaille met zes sterren op het lint.

## De medaille
De ronde bronzen of zilveren medaille heeft een diameter van 32 millimeter. 
Op de voorzijde zijn de Elzas en Lotharingen symbolisch weergegeven door twee vrouwen die uitkijken naar een vlakte waarboven het woord  FIDÉLITÉ in zonnestralen verschijnt. De afbeelding moest hun verlangen naar de Franse beschaving op symbolische wijze weergeven.
Op de keerzijde staat tussen lauweren en  eikenbladeren het embleem van Frankrijk met het devies "LIBERTE - EGALITE - FRATERNITE".
Op het blauwe lint met de brede rood-witte bies werd een bronzen gesp met het woord "FIDELITÉ" gedragen. Men droeg de medaille op de linkerborst.  Voor ieder jaar dat in de gevangenis of in ballingschap was doorgebracht mocht men een metalen ster op het lint dragen.